# كأس الاتحاد الإنجليزي 1998–99
كأس الاتحاد الإنجليزي 1998–99 (بالإنجليزية: 1998–99 FA Cup)‏ هو الموسم 118 من  كأس الاتحاد الإنجليزي. الذي يشرف على تنظيمه الاتحاد الإنجليزي لكرة القدم، وفاز فيه مانشستر يونايتد.